# Canicula din 2003 din Europa

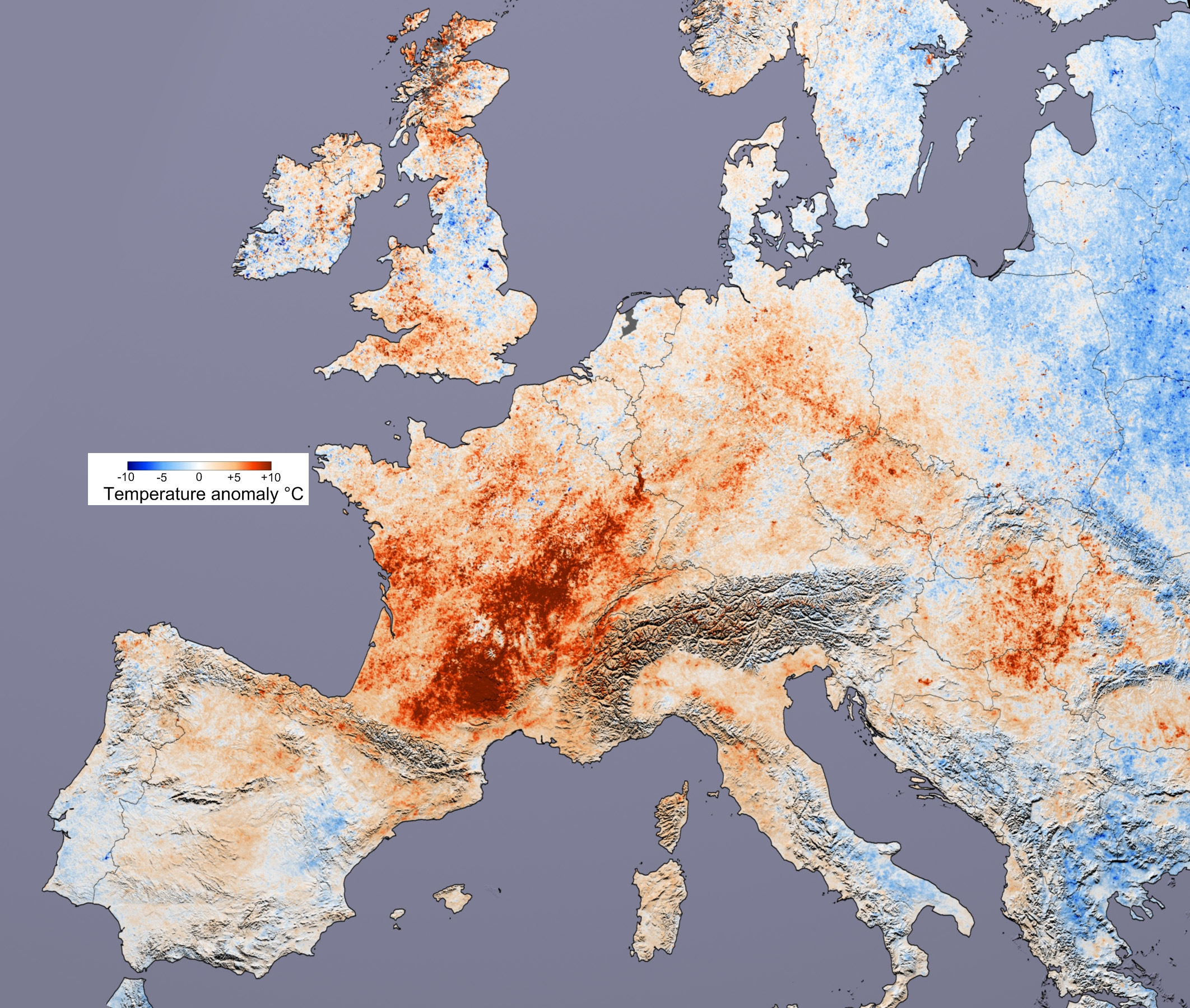
Diferențe în temperaturile medii (2000, 2001, 2002 și 2004) din 2003, în perioada 20 iulie – 20 august

Valul de caniculă din 2003 din Europa a dus la cea mai toridă vară din Europa înregistrată din 1540. Franța a fost cea mai afectată, cu 14802 decese. Printre alte țări afectate se numără Portugalia (2039 morți), Olanda (1500), Italia, Germania și Regatul Unit. Numărul total de morți s-a ridicat la 70000.

## Țări afectate

### Spania
Inițial, 141 de morți au fost atribuiți valului de caniculă. Un studiu al INE a estimat un exces de 12.963 de morți în timpul verii din 2003. Mai multe recorduri de temperatură au fost doborâte în mai multe orașe, căldura fiind resimțită mai tare în zonele deobicei răcoroase din nordul Spaniei.
Au fost stabilite noi recorduri de temperaturi maxime în:
- Jerez, 45,1 °C (113,2 °F)
- Girona, 41 °C (106 °F)[9]
- Burgos, 38,8 °C (101,8 °F)[10]
- San Sebastián, 38,6 °C (101,5 °F)[10]
- Pontevedra, 36 °C (97 °F)[11]
- Barcelona, 36 °C (97 °F)[12]
- Sevilla, 45,2 °C (113,4 °F) (recordul din 1995 era de 46,6 °C (115,9 °F))[13]

### Franța

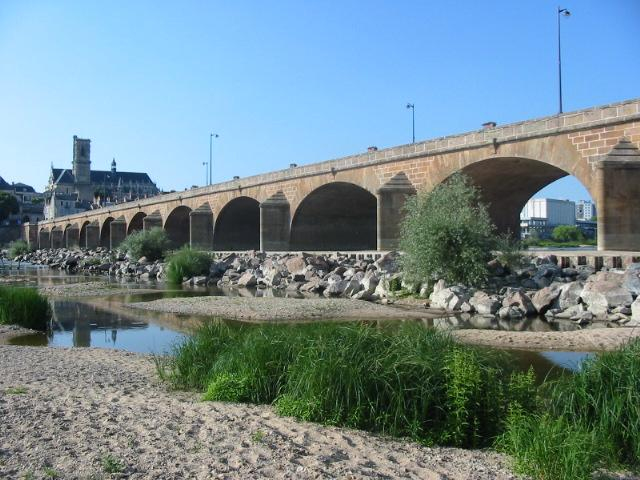
Râul Loire aproape uscat în apropierea orașului Nevers.

În Franța, 14,802 decesuri au fost înregistrate (în majoritate oameni în vârstă) ca rezultat de caniculă.
În general, Franța nu are veri foarte calde, mai ales în nord. Dar, zonele au fost și ele afectate cu multe orașe înregistrând peste 40°C. Oricum, multe case nu aveau sisteme de aer condiționat instalat, multe persoane nu știau de pericol, fiindcă temperaturi ridicate nu erau considerate probleme posibile. Acești factori au influențat severitatea caniculei peste țară și, poate explica numărul foarte ridicat de decesuri. Catastrofa s-a petrecut în August.